# 北條師時
北條師時（1275年—1311年11月3日，建治元年－應長元年9月22日）是日本鎌倉時代鎌倉幕府第十代執權（1301年-1311年），父親為第八代執權北條時宗同母弟北條宗政，母親為第7代執權北條政村之女。

## 成為執權前
當年4月從兄弟執權北條貞時趁鎌倉地震（永仁大地震）導致平賴綱及其家人壟斷的幕府混亂時，派遣軍隊在平禪門誅殺平賴綱及其隨從90人，從而取回實權。永仁元年（1293年）5月30日，北條師時被任命為評定衆，當時只有19歲。同年6月5日升為三番引付頭人、10月20日再升為執奏、12月20日，當上從五位上官位，因北條師時是北條貞時的從弟，是出身於得宗一門的宗政流，又因北條宗政早死，所以北條貞時拔擢他成為鎌倉政權的中樞。

## 執權
正安3年（1301年），鎌倉有彗星飛來、民眾認為是凶兆，因為憂慮而擾亂，貞時因此於將執權之位讓給北條師時後出家，希望師時輔助其年幼的兒子北條高時，在高時成人後可繼承執權之位。據說貞時保存其政治力，幕府內的事務仍由他操縱。9月27日，師時遷任相模守，當時只有27歲。
應長元年9月21日，北條師時在貞時死前一個月急病去世，享年37歲。死後由北條氏一門大佛流的北條宗宣繼任執權。